# Récif Erica
Le récif Erica (en anglais Erica Reef, en malais  Terumbu Siput, en tagalog Bahura ng Gabriela Silang, en vietnamien đá Én Ca, en mandarin Bòji Jiāo (en sinogramme traditionnel  簸箕礁)), est un atoll des îles Spratleys en mer de Chine méridionale situé à l'extrémité sud-ouest de Dangerous Ground. 

## Géographie
Le récif Erica est situé à moins de 170 milles marins au nord-ouest de l'île de Bornéo et à environ 180 milles marins au sud-ouest de Palawan. Les caractéristiques géographiques peu profondes les plus proches sont le récif Mariveles à 13,5 milles nautiques au sud-ouest, le banc Investigator à environ 23 milles nautiques à l'est et le banc Ardasier à 22 milles nautiques au sud.
L'atoll s'étend sur 3,4 km le long de son axe du sud-ouest au nord-est et atteint 2 km le long de son axe du nord-ouest au sud-est.
L'atoll corallien de 4,94 km2 est composé d'un platier récifal de 3,44 km2, une pente récifale de 0,58 km2 et un lagon de 0,92 km2.

## Revendication de souveraineté
Comme pour toutes les îles Spratleys, la propriété de l'atoll est contestée.
Le récif Erica est contrôlé par la Malaisie. La Marine royale malaisienne y entretient une « station navale offshore » appelée « Station Sierra » depuis 1999,.
Le récif est revendiqué par la république populaire de Chine, la république de Chine (Taïwan) et le Viêt Nam. Le nom philippin (tagalog) doit son nom à la dirigeante révolutionnaire philippine Gabriela Silang.